# Antalis panorma
Antalis panorma é uma espécie de molusco pertencente à família Dentaliidae.
A autoridade científica da espécie é Chenu, tendo sido descrita no ano de 1843.
Trata-se de uma espécie presente no território português, incluindo a zona económica exclusiva.